# Eric Runesson
Eric Michael Runesson (* 26. September 1960 als Andersson in Stockholm) ist ein schwedischer Jurist, Mitglied der Schwedischen Akademie und Richter am Obersten Gerichtshof von Schweden.

## Leben
Runesson wurde 1993 Mitglied der schwedischen Anwaltskammer. Er wurde 1996 Rechtsanwalt und Partner in der Anwaltskanzlei Sandart & Partners. Runesson promovierte 1996 an der Stockholm School of Economics zum Doktor der Rechtswissenschaften mit einer Arbeit über die Rekonstruktion unvollständiger Verträge. Im Jahr 2000 wurde er dort zum Dozenten ernannt. 2003–2009 und 2016–2018 war er zudem adjungierter Professor an der Universität Lund.
Runesson wurde am 14. Juni 2018 mit Wirkung vom 3. September 2018 zum Richter am Obersten Gerichtshof Schwedens ernannt.
Am 4. Oktober 2018 wurde Eric Runesson in die Schwedische Akademie gewählt. Er wurde am 20. Dezember 2018 offiziell in die Akademie aufgenommen und trat die Nachfolge von Lotta Lotass an.
Runesson ist seit 1992 mit der Anwältin Cecilia Runesson (* 1966), einer Tochter des Generaldirektors Karl Gustaf Scherman, verheiratet.